# Morattigan
Morattigan (Monchiggan), ime koje Lee Sultzman navodi kao jedno od plemena koje je bilo u sastavu konfederacije Pennacook. Kod Swantona i Hodgea pleme pod ovakvim imenom se nigdje ne navodi. Naziv Monchiggan ("out to sea island") indijanski je naziv malenog stjenovitog otoka Monhegan pred obalom Maine u SAD-u.